# Ɥ
Cette page contient des caractères spéciaux ou non latins. S’ils s’affichent mal (▯, ?, etc.), consultez la page d’aide Unicode.
Ɥ (minuscule ɥ), appelé h culbuté ou u à descendante, est une lettre additionnelle latine utilisée dans l’alphabet du dan au Liberia.
Sa forme minuscule est utilisée dans l’alphabet phonétique international comme symbole pour représenter la consonne spirante labio-palatale voisée.

## Utilisation
Benjamin Franklin utilise une lettre similaire au ɥ dans son alphabet pour son orthographe phonétique de l’anglais au xviiie siècle.

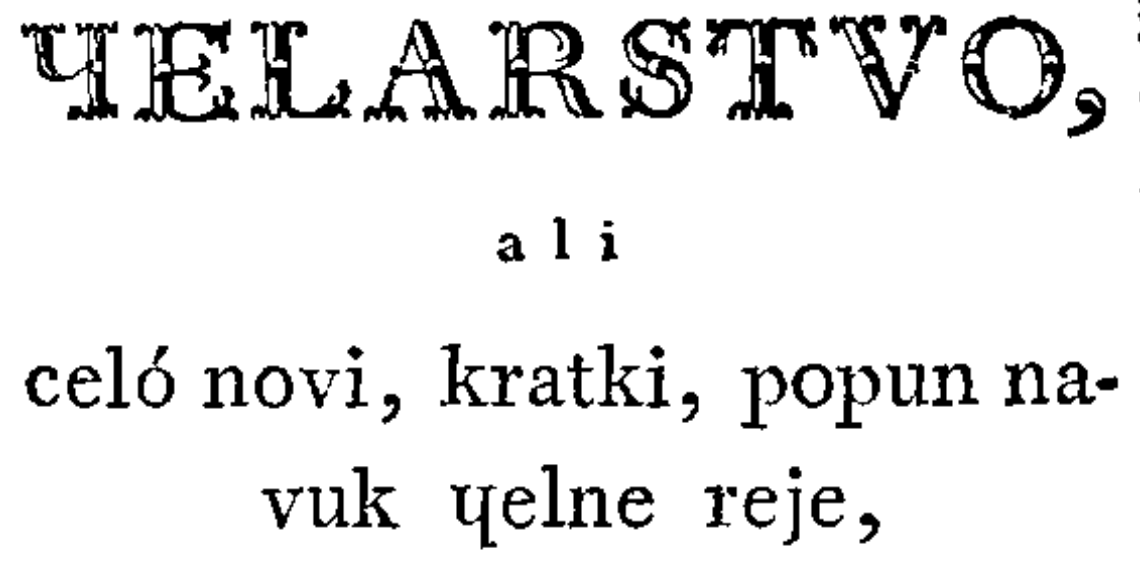
La lettre ɥ (tche) dans le titre de Čelarstvo publié en 1831 avec l’alphabet de Dajnko.

Le ɥ est utilisé dans les années 1820 et 1830 dans certaines orthographes du slovène, dont l’alphabet de Dajnko et l’alphabet de Metelko, pour représenter la consonne affriquée palato-alvéolaire sourde [tʃ], empruntant sans doute la forme de la lettre cyrillique tché ‹ Ч › latinisée et ressemblant à un h culbuté.
Le h culbuté a été utilisé dans l’orthographe otomie utilisée dans Reglas de orthographia, diccionario, y arte del idioma othomi de Luis Neve y Molina publié en 1767, dans celle utilisée dans Catecismo y declaracion de la doctrina cristiana en lengua otomí de Joaquín López Yepes publié en 1826, ou encore dans celle utilisée dans Catecismo de la doctrina cristiana en lengua otomí de Francisco Pérez publié en 1834.
L’alphabet phonotypique d’Isaac Pitman, développé dans les années 1840, utilise une lettre u à queue similaire au h culbuté en écriture cursive. Certaines versions de l’alphabet phonotypique utilisent aussi un u à descendante.
Johann Christoph Adelung utilise le h culbuté ‹ ɥ › dans son orthographe de l’otomi, notamment dans une grammaire publiée en 1863.
Dans l’alphabet phonétique international, le h culbuté ‹ ɥ › est utilisé comme symbole pour représenter la consonne spirante labio-palatale voisée. Le symbole est adopté dès 1888.

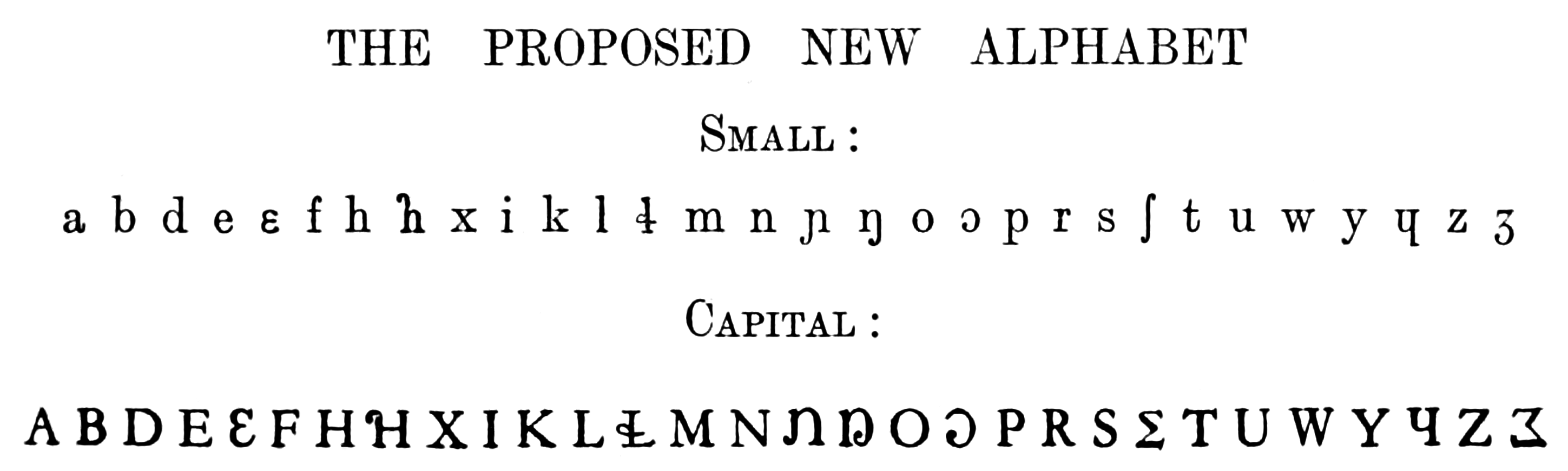
Alphabet sotho-tswana proposé par Tucker en 1929.

En 1929, Archibald Norman Tucker propose le ɥ comme lettre de l’alphabet pour l’écriture du sotho du Nord pour indiquer la labio-palatalisation.
Le ɥ est utilisé dans l’orthographe du dan au Liberia, notamment dans les travaux de la Dan Literacy Association et dans la traduction de la Bible en dan,.

## Variantes et formes
| Majuscule | Minuscule | Description                                        |
| --------- | --------- | -------------------------------------------------- |
|           |           | Formes avec la majuscule angulaire basée sur un H. |
|           |           | Formes avec la majuscule basée sur la minuscule.   |

## Codage informatique
Le h culbuté accent aigu peut être représenté avec les caractères Unicode (Alphabet phonétique international) suivants :
| formes    | représentations | chaînes de caractères | points de code | noms Unicode                  | descriptions                                                |
| --------- | --------------- | --------------------- | -------------- | ----------------------------- | ----------------------------------------------------------- |
| minuscule | Ɥ               | Ɥ                     | U+A78D         | LATIN CAPITAL LETTER TURNED H | lettre majuscule latine h culbuté (ajouté dans Unicode 6.0) |
| minuscule | ɥ               | ɥ                     | U+0265         | LATIN SMALL LETTER TURNED H   | lettre minuscule latine h culbuté                           |